# Duke Nukem: Manhattan Project
Duke Nukem: Manhattan Project je plošinová arkádová hra vyvinutá společnostmi Sunstorm Interactive a 3D Realms, publikována byla pod společností Arush Entertainment. Hra využívá engine Prism 3D vytvořený českou společností SCS Software. SCS Software se také podílel na grafice a level designu. Pro Microsoft Windows byla vydána 14. května 2002 v Severní Americe a 14. června v Evropě. Pro Xbox 360 byla uvedena pomocí služby Xbox Live Arcade 23. června 2010 přímo společností 3D Realms.

## Souhrn
Manhattan Project představuje šovinisticky humorného akčního hrdinu 'Duke Nukema', tentokrát bojující proti 'Mech Morphixovi', šílenému vědci, který používá radioaktivní sliz, nazývaný G.L.O.P.P. (Gluon Liquid Omega-Phased Plasma), pro zmutování tvorů na smrtící monstra, pomocí kterých chce převzít kontrolu na Manhattanským ostrovem, částí New Yorku. Tito nepřátelé zahrnují zmutované aligátory, obří šváby a dokonce i prasečí polisty známé z Duke Nukem 3D. Duke také čelí několika nepřátelům, kteří mutanty nejsou, jako Fem-roboty, vražedné bičem opatřené ženské androidy. Úrovně ve hře obsahují rozpoznatelné části New Yorku.
Manhattan Project není přímé pokračování k žádnému předchozímu dílu her s Dukem. Manhattan Project je mnohem více jako originální Duke Nukem, je zde mnoho podobností, jako například 'Mech Morphix', který vypadá a chová se velmi podobně (polovina tváře z kovu a také je šílený vědec) jako 'Dr. Proton', hlavní soupeř Duke Nukema. Pohyb do strany při postupu dále také odkazuje na originální hru.
Jako Dukův hlavní nepřítel ve hře byl původně zamýšlen jeho úhlavní nepřítel Doctor Proton, ale toto bylo změněno aby nevznikly rozepře v kontinuitě děje s připravovaným Duke Nukem Forever. Nakonec se ale Doctor Proton v Duke Nukem Forever neobjevil.

## Hra
Duke Nukem: Manhattan Project byl navržen na základě 3D prostředí známého jako Prism3D. Úrovně a postavy jsou plně trojrozměrné a kamera i Duke se může pohybovat po kterékoliv ose, ale pohyb je omezen dvojrozměrnou rovinou. Díky 3D enginu může hráč přibližovat a oddalovat kameru na přicházející nepřátele nebo na zobrazení celého bojiště. Duke se umí skrčit, běhat, skákat a skluzem se umí protáhnout pod překážkami.
Hra je rozdělena do osmi kapitol, z nichž má každá tři části. V každé části musí hráč osvobodit dívku připoutanou ke GLOPP bombě a najít barevnou přístupovou kartu potřebnou k odemčení další části. V některých částech dostane hráč možnost za pomocí jetpacku přeletět velké prázdné oblasti nebo nebezpečné úseky. Ovládání je také velice jednoduché na naučení, používají se pouze klávesy na skákání, pohyb, střelbu a změnu zbraně. Použitím cheatu lze natočit kameru do libovolného úhlu a pořídit si tak screenshot. Herní CD obsahuje level editor pojmenovaný PrismEd, ale tvorba levelů nikdy nedosáhla přílišné popularity mezi hráči a dnes je aktivní pouze malá komunita editující levely.

## Vývoj
V roce 1996, George Broussard byl dotazován na budoucnost projektů společnosti 3D Realms: řekl, že Duke Nukem plošinovka nazývána Duke Nukem Forever byla ve vývoji a měla by přijít na trh o Vánocích 1997. Projekt byl později zrušen a název Duke Nukem Forever znovu přiřazen pro opravdové pokračování Duke Nukem 3D. Když byl Manhattan Project poprvé ukázán na veřejnosti, fámy, že jde o zrušený projekt Duke Nukem Forever, ale toto bylo poté vyjasněno: Duke Nukem: Manhattan Project je hra náležející společnosti ARUSH.